# Grupo algebraico
En matemáticas, un grupo algebraico es una variedad algebraica dotada de una estructura de grupo que es compatible con su estructura como variedad algebraica. Por tanto, el estudio de grupos algebraicos pertenece tanto a la geometría algebraica como a la teoría de grupos.
Muchos grupos de transformaciones geométricas son grupos algebraicos, como por ejemplo el grupo ortogonal, el grupo lineal general, los grupos proyectivos o el grupo euclídeo entre otros. Muchos grupos lineales también son algebraicos. Otros grupos algebraicos aparecen naturalmente en la geometría algebraica, como las curvas elípticas y las variedades jacobianas.
Una clase importante de grupos algebraicos está relacionada con el grupo algebraico afín; en concreto, aquellos cuya variedad algebraica subyacente es una variedad afín. Son exactamente los subgrupos algebraicos del grupo lineal general y, por lo tanto, también se les llama grupos algebraicos lineales. Otra clase está formada por las variedades abelianas, que son los grupos algebraicos cuya variedad subyacente es una variedad proyectiva. El teorema de la estructura de Chevalley afirma que todo grupo algebraico se puede construir a partir de grupos de esas dos familias.

## Definiciones
Formalmente, un grupo algebraico sobre un cuerpo {\displaystyle k} es una variedad algebraica {\displaystyle \mathrm {G} } sobre {\displaystyle k}, junto con un elemento distinguido {\displaystyle e\in \mathrm {G} (k)} (el elemento neutro) y las aplicaciones regulares {\displaystyle \mathrm {G} \times \mathrm {G} \to \mathrm {G} } (la operación de multiplicación) y {\displaystyle \mathrm {G} \to \mathrm {G} } (la operación de inversión) que satisfacen los axiomas del grupo.

### Ejemplos
- El grupo aditivo: el espacio afín {\displaystyle \mathbb {A} ^{1}} dotado de suma y opuesto como operaciones de grupo es un grupo algebraico. Se llama grupo aditivo (porque sus puntos {\displaystyle k} son isomorfos como grupo al grupo aditivo de {\displaystyle k}) y generalmente se denota por {\displaystyle \mathrm {G} _{a}}.
- El grupo multiplicativo: sea {\displaystyle \mathrm {G} _{m}} la variedad afín definida por la ecuación {\displaystyle xy=1} en el plano afín {\displaystyle \mathbb {A} ^{2}}. Las funciones {\displaystyle ((x,y),(x',y'))\mapsto (xx',yy')} y {\displaystyle (x,y)\mapsto (x^{-1},y^{-1})} son regulares en {\displaystyle \mathrm {G} _{m}} y satisfacen los axiomas de grupo (con elemento neutro {\displaystyle (1,1)}). El grupo algebraico {\displaystyle \mathrm {G} _{m}} se llama grupo multiplicativo, porque sus puntos {\displaystyle k} son isomorfos al grupo multiplicativo del cuerpo {\displaystyle k} ({\displaystyle x\mapsto (x,x^{-1})} da un isomorfismo; tenga en cuenta que el subconjunto de elementos invertibles no define una subvariedad algebraica en {\displaystyle \mathbb {A} ^{1}}).
- El grupo lineal especial {\displaystyle \mathrm {SL} _{n}} es un grupo algebraico: está dado por la ecuación algebraica {\displaystyle \det(g)=1} en el espacio afín {\displaystyle \mathbb {A} ^{n^{2}}} (identificado con el espacio de matrices {\displaystyle n} por {\displaystyle n}), la multiplicación de matrices es regular y la fórmula para la inversa en términos de la matriz de adjuntos muestra que la inversión también es regular en matrices con determinante 1.
- El grupo lineal general {\displaystyle \mathrm {GL} _{n}} de matrices invertibles sobre un cuerpo {\displaystyle k} es un grupo algebraico. Puede generarse como una subvariedad en {\displaystyle \mathbb {A} ^{n^{2}+1}} de forma muy similar al grupo multiplicativo del ejemplo anterior.[3]
- Una curva cúbica plana no singular en el plano proyectivo {\displaystyle \mathbb {P} ^{2}} puede estar dotada de una ley de grupo definida geométricamente que lo convierte en un grupo algebraico (véase curva elíptica).

### Definiciones relacionadas
Un subgrupo algebraico de un grupo algebraico {\displaystyle \mathrm {G} } es una subvariedad {\displaystyle \mathrm {H} } de {\displaystyle \mathrm {G} } que también es un subgrupo de {\displaystyle \mathrm {G} } (es decir, las aplicaciones {\displaystyle \mathrm {G} \times \mathrm {G} \to \mathrm {G} } y {\displaystyle \mathrm {G} \to \mathrm {G} } que definen la estructura del grupo se asignan a {\displaystyle \mathrm {H} \times \mathrm {H} } y {\displaystyle \mathrm {H} }, respectivamente, en {\displaystyle \mathrm {H} }).
Un morfismo entre dos grupos algebraicos {\displaystyle \mathrm {G} ,\mathrm {G} '} es una aplicación regular {\displaystyle \mathrm {G} \to \mathrm {G} '} que también es un morfismo de grupo. Su núcleo es un subgrupo algebraico de {\displaystyle \mathrm {G} }, su imagen es un subgrupo algebraico de {\displaystyle \mathrm {G} '}.
Los cocientes en la categoría de grupos algebraicos son más delicados de tratar. Se dice que un subgrupo algebraico es normal si es estable bajo cada automorfismo interno (que son aplicaciones regulares). Si {\displaystyle \mathrm {H} } es un subgrupo algebraico normal de {\displaystyle \mathrm {G} }, entonces existe un grupo algebraico {\displaystyle \mathrm {G} /\mathrm {H} } y un morfismo sobreyectivo {\displaystyle \pi :\mathrm {G} \to \mathrm {G} /\mathrm {H} } tal que {\displaystyle \mathrm {H} } es el núcleo de {\displaystyle \pi }. Téngase en cuenta que si el cuerpo {\displaystyle k} no está algebraicamente cerrado, el morfismo de los grupos {\displaystyle \mathrm {G} (k)\to \mathrm {G} (k)/\mathrm {H} (k)} puede no ser sobreyectivo (el valor predeterminado de la sobreyectividad se mide por la cohomología de Galois).

### Álgebra de Lie de un grupo algebraico
De manera similar a la correspondencia grupo de Lie-álgebra de Lie, a un grupo algebraico sobre un cuerpo {\displaystyle k} se le asocia un álgebra de Lie sobre {\displaystyle k}. Como espacio vectorial, el álgebra de Lie es isomorfa al espacio tangente en el elemento identidad. El corchete de Lie puede construirse a partir de su interpretación como un espacio de derivadas.

### Definiciones alternativas
Una definición más sofisticada de un grupo algebraico sobre un cuerpo {\displaystyle k} es la de un esquema de grupo sobre {\displaystyle k} (los esquemas de grupo se pueden definir de manera más general sobre un anillo conmutativo).
Otra definición más del concepto es decir que un grupo algebraico sobre {\displaystyle k} es un objeto grupo en la categoría de variedades algebraicas sobre {\displaystyle k}.

## Grupos algebraicos afines
Se dice que un grupo algebraico es afín si su variedad algebraica subyacente es una variedad afín. Entre los ejemplos anteriores, los grupos aditivos y multiplicativos y los grupos lineales generales y especiales son afines. Utilizando la acción de un grupo algebraico afín sobre su anillo coordenado, se puede demostrar que cada grupo algebraico afín es lineal (o grupo matricial), lo que significa que es isomorfo a un subgrupo algebraico del grupo lineal general.
Por ejemplo, el grupo aditivo puede estar incluido en {\displaystyle \mathrm {GL} _{2}} mediante el morfismo {\displaystyle x\mapsto \left({\begin{smallmatrix}1&x\\0&1\end{smallmatrix}}\right)}.
Hay muchos ejemplos de estos grupos además de los mencionados anteriormente:
- Los grupos ortogonales y simplécticos son grupos afines algebraicos.
- Grupo unipotente
- Toros algebraico.
- Ciertos productos semidirectos,[7] como por ejemplo, el grupo de jets, o algunos grupos resolubles, como el de las matrices triangulares invertibles.

Los grupos algebraicos lineales se pueden clasificar hasta cierto punto. La descomposición de Levi afirma que cada uno de ellos es (esencialmente) un producto semidirecto de un grupo unipotente (su radical unipotente) con un grupo reductivo; a su vez, los grupos reductivos se descomponen como (nuevamente esencialmente) un producto de su centro (un toro algebraico) con un grupo reductivo. Estos últimos se clasifican en cuerpos algebraicamente cerrados mediante su álgebra de Lie. La clasificación sobre cuerpos arbitrarios es más complicada, pero aún se comprende bien. Si puede hacerse muy explícito en algunos casos, por ejemplo sobre los cuerpos de los números reales o los números p-ádicos y, por lo tanto, sobre un cuerpo de números algebraicos a través del principio local-global.

## Variedades abelianas
Las variedades abelianas son grupos algebraicos proyectivos conectados, por ejemplo, curvas elípticas. Siempre son conmutativos. Surgen naturalmente en diversas situaciones en geometría algebraica y teoría de números, por ejemplo como variedad jacobiana de una curva.

## Teorema de estructura para grupos algebraicos generales
No todos los grupos algebraicos son grupos lineales o variedades abelianas. Por ejemplo, algunos esquemas de grupos que aparecen naturalmente en la geometría aritmética no lo son. El teorema de la estructura de Chevalley afirma que todo grupo algebraico conexo es una extensión de una variedad abeliana por un grupo algebraico lineal. Más precisamente, si K es un cuerpo perfecto y G es un grupo algebraico conectado sobre K, existe un subgrupo cerrado normal único H en G, tal que H es un grupo algebraico lineal conexo y G/H es una variedad abeliana.

## Conectividad
Como variedad algebraica, {\displaystyle \mathrm {G} } lleva implícita un topología de Zariski. En general, no es un grupo topológicamente, es decir, las operaciones del grupo pueden no ser continuas para esta topología (porque la topología de Zariski en el producto no es el producto de las topologías de Zariski de los factores).
Se dice que un grupo algebraico está conectado si la variedad algebraica subyacente es conexa para la topología de Zariski. Para un grupo algebraico esto significa que no es la unión de dos subconjuntos algebraicos propios.
Ejemplos de grupos que no conexos que están dados por el subgrupo algebraico de {\displaystyle n}-ésimas raíces de la unidad en el grupo multiplicativo {\displaystyle \mathrm {G} _{m}} (cada punto es un subconjunto cerrado de Zariski, por lo que no es conexo para {\displaystyle n\geq 1}). Este grupo generalmente se indica como {\displaystyle \mu _{n}}. Otro grupo no conexo es un grupo ortogonal en dimensión par (el determinante da un morfismo sobreyectivo sobre {\displaystyle \mu _{2}}).
De manera más general, todo grupo finito es un grupo algebraico (puede realizarse como un subgrupo finito, por lo tanto cerrado de Zariski, de algún {\displaystyle \mathrm {GL} _{n}} por el teorema de Cayley). Además es afín y proyectivo. Por lo tanto, en particular a efectos de clasificación, es natural restringir los enunciados a grupos algebraicos conexos.

## Grupos algebraicos sobre cuerpos locales y grupos de Lie
Si el cuerpo {\displaystyle k} es un cuerpo local (por ejemplo, los números reales o complejos, o un cuerpo p-ádico) y {\displaystyle \mathrm {G} } es un grupo {\displaystyle k}, entonces el grupo {\displaystyle \mathrm {G} (k)} está dotado de la topología analítica proveniente de cualquier inclusión en un espacio proyectivo {\displaystyle \mathbb {P} ^{n}(k)} como una variedad cuasi proyectiva. Esta es una topología de grupo y convierte a {\displaystyle \mathrm {G} (k)} en un grupo topológico. Estos grupos son ejemplos importantes en la teoría general de grupos topológicos.
Si se cumple que {\displaystyle k=\mathbb {R} } o {\displaystyle \mathbb {C} }, esto convierte a {\displaystyle \mathrm {G} (k)} en un grupo de Lie. No todos los grupos de Lie se pueden obtener mediante este procedimiento, por ejemplo, la cobertura universal de SL2(R) o el cociente del grupo de Heisenberg por un subgrupo discreto normal infinito. Un grupo algebraico sobre los números reales o los complejos puede tener subgrupos cerrados (en la topología analítica) que no tienen el mismo componente conexo de la identidad que cualquier subgrupo algebraico.

## Grupos de Coxeter y grupos algebraicos
Hay una serie de resultados análogos entre los grupos algebraicos y los grupos de Coxeter; por ejemplo, el número de elementos del grupo simétrico es {\displaystyle n!} y el número de elementos del grupo lineal general sobre un cuerpo finito es (sin contar con factores de escala factor) el q-factorial. {\displaystyle [n]_{q}!}; por tanto, el grupo simétrico se comporta como si fuera un grupo lineal sobre "el cuerpo con un elemento". Esto está formalizado por el cuerpo con un elemento, que considera que los grupos de Coxeter son grupos algebraicos simples sobre el cuerpo con un elemento.

## Lectura adicional
- Grupos algebraicos y sus álgebras de Lie por Daniel Miller

- Datos: Q1695400